# رفاعیه
رفاعیه از قدیم‌ترین طریقت‌های صوفیانه است. بنیان‌گذار این‌ طریقت سید احمد رفاعی (۵۷۸- ۵۱۲ ه.ق)است. این طریقت در عراق تأسیس و سپس به دست شاگردان سید احمد رفاعی به سراسر جهان گسترش یافت. در حال حاضر این طریقت از طرق مهم صوفیه در مصر، عراق و برخی کشورهای بالکان از جمله آلبانی و کوزوو دیده می‌شود. این طریقت بیشتر جنبه عملی دارد.

## تاریخچه
به گفته ابن بطوطه، طریقت رفاعیه یا احمدیه به دست پیر سیداحمد رفاعی (۵۷۸- ۵۱۲ ه.ق) در در شهرستان لادیق ایالت آماسیه در آناتولی ترکیه تأسیس شد. پیر سیداحمد رفاعی، در این شهر خانقاهی داشته‌است. به نقل از برخی منابع، این شخص با ابن عربی ملاقات داشته و مرید او شده بوده‌است.
مردم مناطق بالکان پیش از آن، مذهبی آمیخته از مزداپرستی و مسیحیت داشتند که آن را بوگومیلی می‌خواندند؛ و این باعث شد که ایشان به دست دراویش سیاح، که ساختار توحید در اسلام را برایشان بیان می‌کردند، به آسانی اسلام بیاورند. پس از فتح اسکوب (اسکوپیه) در ۷۹۵، و بوسنی در ۸۶۴، به دست عثمانی‌ها، و در نتیجه، تکمیل حاکمیت ایشان در منطقه، حاکمان عثمانی برای مسلمان کردن مردم مناطق جدید از درویشان بهره می‌بردند. با تثبیت حاکمیت عثمانی‌ها در سرزمینهای بالکان، به مرور طریقه‌های ترک از قبیل خلوتیه، بکتاشیه و نقشبندیه و سپس طریقه‌هایی مانند قادریه، رفاعیه و سعدیه در آنجا شروع به گسترش کردند. در این بین، خوی ملایم مردمان نواحی بالکان به گسترش اسلام در آن مناطق به وسیله طریقه‌ها کمک کرد.